# Ergasilus wilsoni
Ergasilus wilsoni är en kräftdjursart. Ergasilus wilsoni ingår i släktet Ergasilus och familjen Ergasilidae. Inga underarter finns listade i Catalogue of Life.